# Серёгин, Юрий Иванович
Ю́рий Ива́нович Серёгин (род. 24 апреля 1946, Львов) — советский и украинский архитектор, Заслуженный архитектор Украины. Член Союза архитекторов (с 1976 г.). Член-корреспондент Украинской Академии Архитектуры (с 2007 г.). Лауреат Государственной премии Украины в области архитектуры (2000, 2006).

## Биография
Юрий Иванович Серёгин родился в 1946 году в городе Львов. В 1946 году Юрий Иванович окончил архитектурный факультет Национального университета «Львівська політехніка». С 1969 по 1985 год работал архитектором в Киевском институте градостроительства «Гипроград». С 1985 по 1991 год работал архитектором в институте «Укркурортпроект». В 1991 году открыл архитектурное бюро «Ю. Серёгин».

## Проекты
- Бассейн на улице Бастионной;
- Летняя крытая эстрада, Киев, Мариинский парк (1982);
- Офисно-жилищное здание на Бехтеревском переулке в г. Киеве (за создание проекта, в соавторстве с семью авторами, удостоен Государственной премии);
- Физкультурно-спортивный комплекс в г. Южный, Одесской области (за создание проекта удостоен Государственной премии в соавторстве с И. Н. Лебедичем, А. А. Дощенко, А. И. Юном и др.);
- Адаптация проекта реконструкции Национального спортивного комплекса «Олимпийский» в Киеве;
- Стадион «Днепр-Арена» в Днепропетровске (2007);
- Гостиница в Трускавце (2011).